# Stazione di Ottavia
La stazione di Ottavia è una delle fermate ferroviarie a servizio dell'omonima zona del comune di Roma. La fermata è ubicata lungo la ferrovia Roma - Capranica - Viterbo ed è servita dalla linea regionale FL3.

## Storia
La fermata di Ottavia venne attivata il 15 settembre 1922.
Venne completamente ricostruita in occasione dei lavori di raddoppio della linea nel 1999.

## Strutture e impianti
La fermata, gestita da RFI, dispone di un fabbricato viaggiatori, che ospita, le banchine coperte e la biglietteria automatica.
È dotata di due binari passanti utilizzati per il servizio viaggiatori.

## Movimento
Nella fermata fermano tutti i treni regionali per Bracciano, Cesano, Roma e Viterbo. La tipica offerta nelle ore di morbida dei giorni lavorativi è di un treno ogni 15 minuti per Roma Ostiense e Cesano, un treno ogni 30 minuti per Bracciano e un treno ogni ora per Viterbo.

## Servizi
La fermata, che RFI classifica nella categoria "Silver", dispone di:
- Biglietteria automatica

## Interscambi
- Fermata autobus ATAC